# Kanton Le Plessis-Robinson
Kanton Le Plessis-Robinson (fr. Canton du Plessis-Robinson) je francouzský kanton v departementu Hauts-de-Seine v regionu Île-de-France. Tvoří ho dvě obce.

## Obce kantonu
- Clamart (jižní část)
- Le Plessis-Robinson